# La Gloria, Chihuahua
La Gloria är en ort i Mexiko.   Den ligger i kommunen Guachochi och delstaten Chihuahua, i den nordvästra delen av landet, 1 200 km nordväst om huvudstaden Mexico City. La Gloria ligger 2 427 meter över havet och antalet invånare är 111.
Terrängen runt La Gloria är kuperad åt nordväst, men åt sydost är den platt. Runt La Gloria är det mycket glesbefolkat, med 6 invånare per kvadratkilometer. Närmaste större samhälle är Guachochi, 14,6 km öster om La Gloria. I omgivningarna runt La Gloria växer huvudsakligen savannskog.